# Duiveltje der Nachten
Het Duiveltje der Nachten is een kleine windmolen in de West-Vlaamse stad Veurne, gelegen aan de Albert I-laan 2.
Deze open standerdmolen fungeerde als korenmolen.

## Geschiedenis
Het maalvaardige molentje werd in 1979 gebouwd door molenmaker Eric Vanleene. Het heeft een vlucht van 9,3 meter en kan 50 kg graan per uur malen. Het stond aanvankelijk in Lo, achter herberg De Violier. In 1986 werd het molentje herbouwd aan de Burgweg te Veurne, en in 1995 werd het verplaatst naar het terrein van Bakkerijmuseum Veurne. Daar wordt het bedreven door vrijwillige molenaars. Tijdens openingsuren van het museum is ook het molentje toegankelijk.